# 真弓孟之のオシャレって言われたい
真弓孟之のオシャレって言われたい（まゆみたけゆきのオシャレっていわれたい）はラジオ大阪で2024年2月2日から放送開始のラジオ番組。

## 概要
この番組では、「自称オシャレ番長」と言われている関西ジュニアのAmBitiousのメンバーである真弓孟之が、仲間やファンからの「真弓くん本当はオシャレかどうか怪しいんじゃない説」という噂を払拭するため、「センスのある本当の男に成長すること」を目指すというファッション系ラジオ番組である。
具体的には、毎回の放送で「ファッションの専門家やオシャレに敏感なリスナー」からのヒントや情報を基に、出演者である真弓が店を探し、その中で見つけた流行りの店を訪れて、最新のアイテムに触れるなどして、「汗をかいて行うロケ」によって、真弓自身がコーディネートを行う。そのコーディネートしたストリートスナップをDONUTSが発行している雑誌であるRayの紙面に掲載して、毎月レギュラーコーナーとして展開していく。

## 放送時間
- 毎週金曜日 22:30-23:00

## パーソナリティ
- 真弓孟之（関西ジュニア・AmBitious）